# パット・キャッシュ
パット・キャッシュ（Pat Cash, 1965年5月27日 - ）は、オーストラリア・メルボルン出身の元男子プロテニス選手。1987年のウィンブルドン男子シングルス優勝者である。自己最高ランキングはシングルス4位、ダブルス6位。ATPツアーで1987年ウィンブルドンを含むシングルス7勝、ダブルス12勝を挙げる。右利き。サーブ＆ボレーを得意とする選手であり、グラスコートを得意とした。フルネームは Patrick Hart Cash （パトリック・ハート・キャッシュ）。

## 選手経歴
1982年にプロ入り。
1984年から頭角を現し始め、ウィンブルドンと全米オープンの2大会連続でベスト4に入る。ウィンブルドンでは、シングルス準決勝でジョン・マッケンローに 3-6, 6-7, 4-6 のストレートで敗れ、男子ダブルスでは同じオーストラリアの先輩ポール・マクナミーとのペアで決勝に勝ち進んだが、マッケンローとピーター・フレミングの組に 2-6, 7-5, 2-6, 6-3, 3-6 のフルセットで惜敗した。この大会では、19歳のキャッシュは単複ともマッケンローに道を阻まれたことになる。続く全米オープンでは、キャッシュは準々決勝でマッツ・ビランデルを破った後、初めての準決勝でイワン・レンドルと最終第5セットのタイブレークまで戦い、結局 6-3, 3-6, 4-6, 7-6, 6-7 のスコアで競り負けた。
1987年のウィンブルドンでは、得意とするサーブ＆ボレーがさえわたり、ビランデル、コナーズと次々と破り決勝に進出した。男子シングルス決勝で、キャッシュはイワン・レンドルを 7-6, 6-2, 7-5 のストレートで破り、オーストラリア人の男子テニス選手として1973年のジョン・ニューカム以来「14年ぶり」のウィンブルドン優勝を成し遂げた。優勝を決めた瞬間、キャッシュはセンター・コートから観客席へ駆け上がり、コーチや家族と抱き合って喜びを表現した。これ以降、ウィンブルドンをはじめとするグランドスラムで勝者が客席に駆け上がりコーチや家族と喜びを表現するシーンが一般的となった。また、この勝利は、大会を通じて落としたセットがわずか１セットという圧倒的なものであった。
キャッシュは地元の全豪オープンで、1987年と1988年の2年連続準優勝に終わっている。1987年はステファン・エドベリ、1988年はマッツ・ビランデルに敗れ、2度ともスウェーデン勢に全豪の地元優勝を阻まれた。キャッシュは1987年に新しくオープンした、メルボルン市のナショナル・テニスセンターのハードコートで初代優勝者のチャンスを逃した。
パット・キャッシュは男子テニス国別対抗戦・デビスカップのオーストラリア代表選手としても、1983年から1990年まで8年連続で出場し、1983年と1986年の2度オーストラリア・チームの優勝に貢献した。とりわけ、1986年の「ワールドグループ」決勝でのスウェーデン戦ではキャッシュが出場3試合すべてに勝利を収め、第4試合では当年度の全仏オープン準優勝者になったミカエル・ペルンフォルスを 2-6, 4-6, 6-3, 6-4, 6-3 の逆転で破った。当時のデ杯オーストラリア代表監督だったニール・フレーザーは、この第4試合を「デビスカップにおけるオーストラリア最高の試合」（Best Aussie Cup performance）と賞賛した。
キャッシュは当時の男子プロテニス界でも、最もいたずら好きなキャラクターだったという。1992年に27歳で現役を引退。現在は同じオーストラリアの後輩でもマーク・フィリプーシスと行動をともにすることが多い。ごく最近、新しく「パット・キャッシュ・テニスアカデミー」を設立した。